# Cei șapte samurai
Cei șapte samurai (七人の侍 Shichinin no Samurai?) este un film epic japonez din 1954, regizat și montat de Akira Kurosawa, după un scenariu scris de cineast în colaborare cu Shinobu Hashimoto și Hideo Oguni. Acțiunea filmului are loc în anul 1586, în perioada Azuchi-Momoyama a istoriei Japoniei, când țara era devastată de un îndelungat război civil între diferitele clanuri feudale.
Acest film aparține celei mai înfloritoare epoci a cinematografiei japoneze, care a început după sfârșitul celui de-al Doilea Război Mondial. Cinematografia japoneză începuse să fie cunoscută lumii occidentale cu puțin timp înaintea apariției filmului Cei șapte samurai, iar filme ca Rashomon (1951) al lui Akira Kurosawa, Viața curtezanei Oharu (1952), Povestirile lunii palide după ploaie (1953) și Guvernatorul Sansho (1954) ale lui Kenji Mizoguchi și Poarta infernului (1953) al lui Teinosuke Kinugasa obținuseră premii internaționale prestigioase. Cinci companii cinematografice majore activau în Japonia în acei ani: Toho, Shochiku, Daiei, Shintoho și Toei. Alături de Kenji Mizoguchi și Yasujirō Ozu, Kurosawa reprezintă unul dintre stâlpii cinematografiei japoneze din anii 1950, care și-au pus amprenta asupra dezvoltării acestei arte în Japonia.
Cei șapte samurai prezintă povestea unui sat de fermieri care angajează șapte ronini (samurai fără stăpâni) pentru a-i proteja de bandiții care reveneau periodic pentru a le fura recolta. Rolurile principale sunt interpretate de Takashi Shimura, Toshiro Mifune, Yoshio Inaba, Seiji Miyaguchi, Minoru Chiaki, Daisuke Katō și Isao Kimura.
Filmul a fost realizat pe parcursul unui an și a devenit subiectul unor discuții ample cu mult timp înainte de a fi lansat. După trei luni de preproducție, a urmat o lună de repetiții în costume de epocă și apoi 148 de zile de filmare întinse pe parcursul a 10 luni (27 mai 1953 - 18 martie 1954) - de patru ori durata prevăzută în bugetul inițial. Cheltuielile de producție s-au ridicat la 210 milioane de yeni (aproximativ 560.000 de dolari), fiind de cinci până la opt ori mai mari decât cheltuielile medii pentru un film din acea vreme. Filmările au fost oprite de cel puțin două ori, deoarece Toho Studios mai producea în același timp încă două filme scumpe: Musashi Miyamoto și Godzilla.

Afiș japonez al filmului Cei șapte samurai.

Cei șapte samurai a fost difuzat în mod repetat și a dobândit o popularitate consistentă atât în Japonia, cât și în Occident, contribuind în mare măsură la creșterea interesului publicului occidental față de cinematografia japoneză și la consolidarea reputației internaționale a regizorului său, chiar mai mult decât filmul Rashōmon, care fusese lansat cu patru ani mai devreme. Deși versiunea completă a fost mult timp necunoscută în afara țării de origine, filmul a obținut trofeul Leul de Argint la Festivalul Internațional de Film de la Veneția din 1954 și apoi s-a bucurat de un mare succes comercial în lume, datorită mai ales caracterului universal al poveștii sale și interpretării actorilor.
Încă de la lansarea sa, Cei șapte samurai a avut parte de recenzii elogioase și a fost considerat unul dintre cele mai bune filme ale regizorului Kurosawa, precum și unul dintre cele mai importante filme din istoria cinematografiei mondiale. Criticii și istoricii de film l-au inclus constant pe primele locuri în listele celor mai bune filme, cum ar fi sondajele organizate de revista Sight & Sound a BFI și site-ul Rotten Tomatoes. Cei șapte samurai a fost votat, de asemenea, drept cel mai bun film într-o limbă străină în sondajul criticilor internaționali de film organizat în 2018 de compania media britanică BBC. Această capodoperă i-a influențat pe mulți cineaști și este considerată adesea unul dintre cele mai „refăcute, prelucrate și menționate” filme din cinematografia universală.

## Rezumat

### Partea I

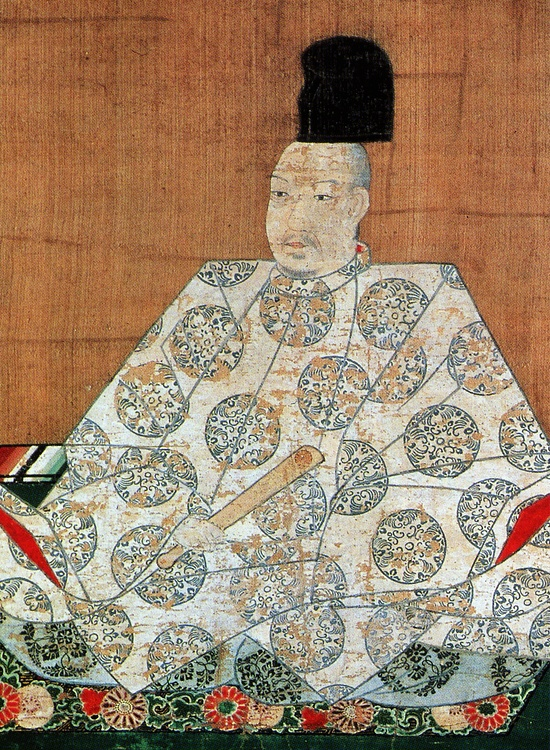
Ōgimachi, împăratul Japoniei în perioada reprezentată în film.

Un grup de bandiți trece prin apropierea unui sat de munte, dar nu-l atacă, deoarece șeful lor afirmă că-l jefuiseră recent și decide să aștepte strângerea următoarei recolte de orez. Planul bandiților este auzit din întâmplare de un fermier, iar sătenii îi cer sfatul bătrânului morar Gisaku. Bătrânul afirmă că a văzut demult un sat care a fost ocolit de bandiți, deoarece erau acolo samurai, și susține că localnicii ar trebui să angajeze samurai pentru a-și apăra satul. Din moment ce sătenii nu au bani, Gisaku îi sfătuiește să găsească samurai flămânzi. Un grup de patru săteni merge în orașul din apropiere pentru a căuta samurai.
După ce inițial nu au avut parte de succes în găsirea unor samurai dispuși să-i apere, sătenii observă un rōnin îmbătrânit, dar experimentat, pe nume Kambei, care salvează un copil ce fusese luat ostatic de un hoț. Impresionați de curajul și de generozitatea sa, țăranii îl roagă pe Kambei să-i ajute să-și apere satul de bandiți, iar, după ce inițial îi refuză, roninul acceptă și, cu ajutorul tânărului samurai Katsushirō, încearcă să strângă un mic grup. Kambei îl recrutează pe vechiul său prieten Shichirōji și pe alți trei samurai: șiretul Gorōbei, binevoitorul Heihachi și taciturnul Kyūzō, un maestru spadasin. Deși lipsit de experiență, Katsushirō este acceptat ca membru al grupului, deoarece nu mai era timp pentru găsirea altor samurai. Kikuchiyo, un derbedeu care poartă la el un document genealogic care dovedește că ar fi samurai (deși ar trebui să fie doar un copil potrivit datei nașterii din document), urmează grupul, în ciuda încercărilor de a-l alunga.
Atunci când samuraii sosesc în sat, sătenii nu le ies în întâmpinare și se ascund în case. Simțindu-se insultat de o primire atât de rece, Kikuchiyo sună clopotul de alarmă al satului, determinându-i pe săteni să iasă din case și să le ceară samurailor să-i apere. Samuraii sunt bucuroși și amuzați de acest lucru și îl acceptă pe derbedeu ca membru al grupului. În zilele următoare este conceput un plan de apărare a satului, iar unii dintre samurai îi învață pe fermieri să lupte. Katsushirō se îndrăgostește de Shino, fiica unui fermier, care fusese deghizată de tatăl ei ca băiat pentru a o proteja de un presupus viol. Cu toate acestea, cei șase samurai se înfurie atunci când Kikuchiyo le aduce armele și armurile obținute de săteni cel mai probabil prin uciderea unor samurai răniți sau muribunzi. Furios, Kikuchiyo susține că samuraii sunt responsabili pentru devastarea satelor prin bătăliile purtate, prin raiduri și prin obligarea sătenilor să presteze muncă forțată, dezvăluindu-și astfel originea sa umilă de fiu orfan al unui fermier. Furia samurailor se transformă în rușine.

### Partea a II-a

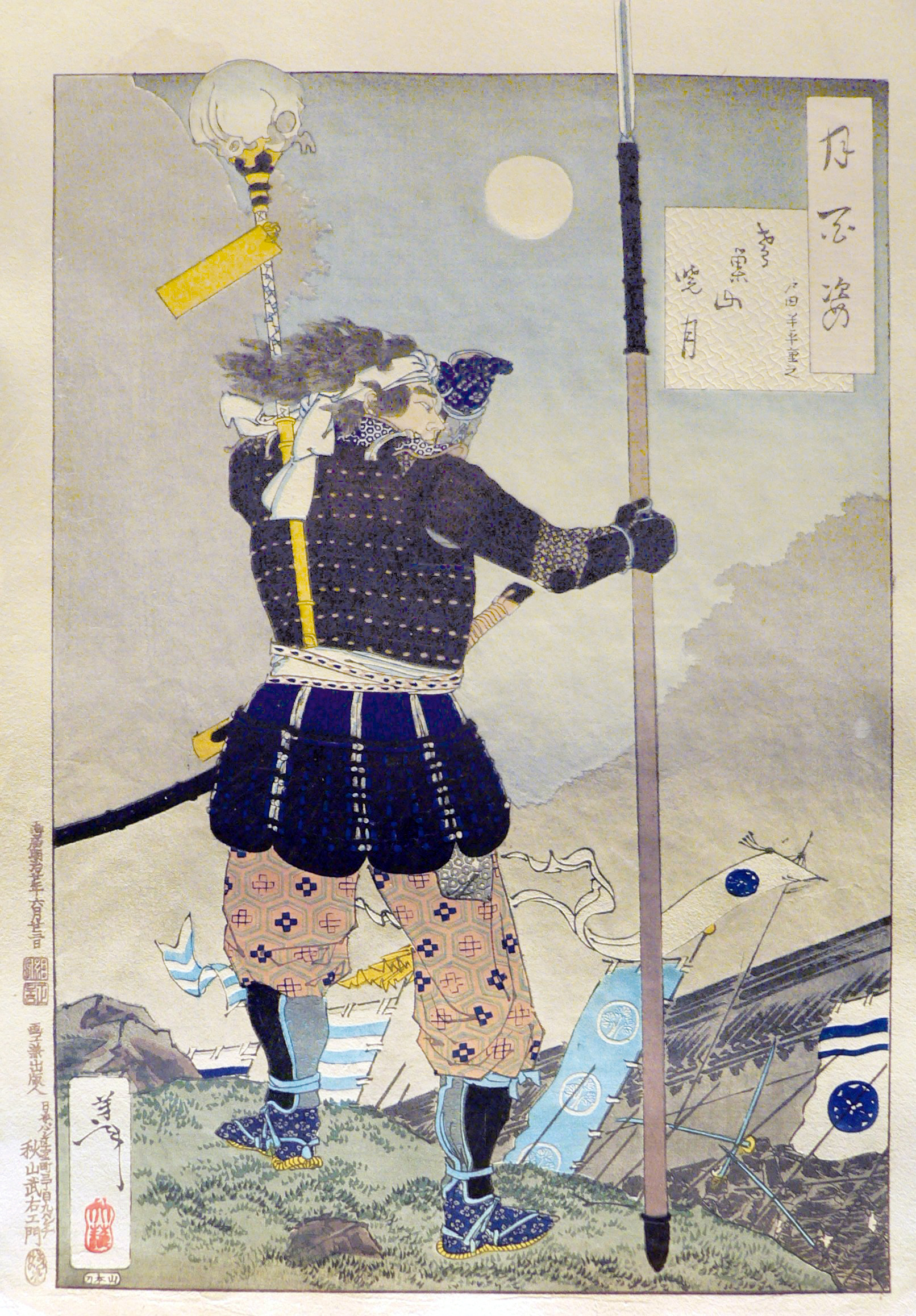
Samurai în Bătălia de la Nagashino (1575), purtând o armură asemănătoare cu cea găsită de Kikuchiyo.

După strângerea recoltei sunt observate în zonă trei iscoade ale bandiților. Două iscoade sunt ucise, în timp ce a treia dezvăluie locul unde se află tabăra lor. În ciuda obiecțiilor lui Kambei, sătenii îl ucid pe prizonier. Samuraii efectuează un raid și incendiază tabăra bandiților. Rikichi, săteanul ce servea pe post de călăuză, își observă acolo propria soție, care fusese răpită de bandiți și făcută concubină în urma unui raid anterior. Văzându-l pe Rikichi, femeia se întoarce în coliba aflată în flăcări. Heihachi este ucis atunci când încearcă să-l salveze pe Rikichi, care, cuprins de durere, voia să intre după soția sa în colibă.
Când bandiții atacă în sfârșit, ei sunt încurcați de noile fortificații care protejează satul, printre care un șanț cu apă și un gard din lemn. Câțiva bandiți sunt uciși după planul lui Kambei: bandiții sunt lăsați să intre în sat unul câte unul, apoi sunt vânați și uciși de grupuri de fermieri înarmați cu sulițe de bambus. Gisaku refuză să-și abandoneze moara de la marginea satului și moare împreună cu membrii familiei sale, care au încercat să-l salveze. Un singur bebeluș este salvat de Kikuchiyo, care începe să plângă, deoarece își amintește de propria sa copilărie.
Bandiții posedă trei archebuze japoneze, iar Kyūzō se aventurează singur în tabăra lor și reușește să captureze una dintre ele. Invidios, Kikuchiyo își abandonează postul și contingentul său de fermieri și se întoarce cu o a doua archebuză. În lipsa lui, bandiții făcuseră însă o incursiune și îi uciseră pe unii dintre fermieri. Are loc un nou atac al bandiților, iar Gorōbei este ucis. În acea noapte, Kambei prezice că, din cauza numărului lor în scădere, bandiții vor fi nevoiți a doua zi să efectueze un atac decisiv. Între timp, relația de iubire între Katsushirō și Shino este descoperită de tatăl ei, care o bate până când Kambei și sătenii intervin. Shichirōji îl liniștește pe tatăl mânios spunându-i că cei doi tineri ar trebui iertați pentru că se iubesc și că orice om simte nevoia unui moment de tandrețe în fața posibilei morți.
A doua zi dimineață, pe o ploaie torențială, Kambei ordonă ca ultimii treisprezece bandiți să fie lăsați să intre în sat. Pe măsură ce bătălia se apropie de sfârșit, conducătorul bandiților intră, înarmat cu o archebuză, în coliba femeilor, de unde îl împușcă pe Kyūzō. Furios, Kikuchiyo pornește în goană spre colibă și este împușcat, dar, înainte de a muri, reușește să-l ucidă pe bandit. În ziua de după luptă cei trei samurai supraviețuitori îi urmăresc pe săteni cum cântă veseli în timp ce își plantează semințele pentru viitoarea recoltă. Kambei - aflat la poalele movilelor funerare ale celor patru tovarăși ai lor - afirmă trist că samuraii au obținut o altă victorie à la Pirus: „Încă o dată am fost învinși. Țăranii sunt cei care au câștigat și nu noi”.

## Distribuție

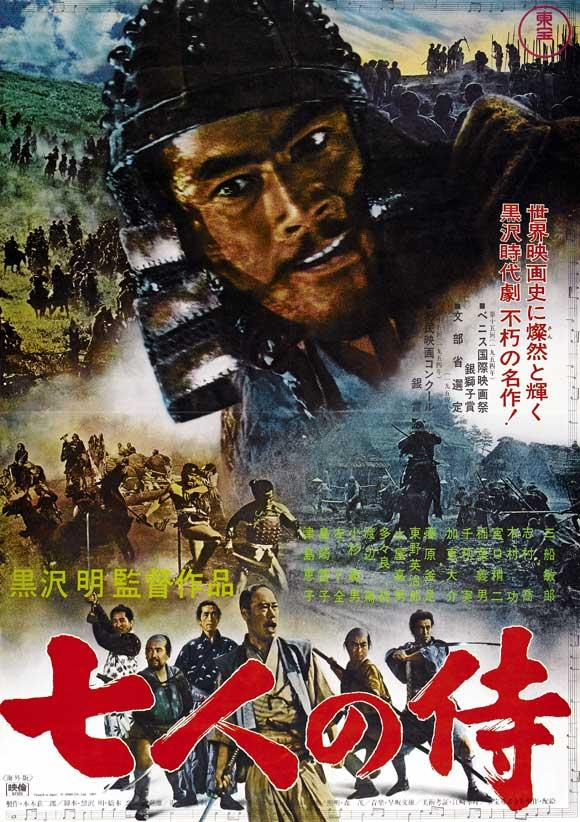
Afiș japonez al filmului Cei șapte samurai, în care Kikuchiyo (Toshiro Mifune) este reprezentat în prim-plan, iar ceilalți șase samurai se află în partea de jos.

### Cei șapte samurai
- Takashi Shimura - Kambei Shimada (島田勘兵衛 Shimada Kanbei?), un rōnin plin de virtuți și priceput în domeniul strategiei militare, dar sătul de război, și conducătorul celor șapte samurai.[4][72]
- Yoshio Inaba - Gorōbei Katayama (片山五郎兵衛 Katayama Gorōbei?), un arcaș priceput, care contribuie la întocmirea planului principal pentru apărarea satului și îl secondează pe Kambei la conducerea grupului de samurai.[4][65]
- Daisuke Katō - Shichirōji (七郎次?), vechiul prieten și fostul locotenent al lui Kambei.[4]
- Seiji Miyaguchi - Kyūzō (久蔵?), un spadasin serios, cu fața imobilă și extrem de priceput.[4] Respinge inițial propunerea de a se alătura grupului, dar în cele din urmă o acceptă. Katsushirō îl consideră un erou.[53][73]
- Minoru Chiaki - Heihachi Hayashida (林田平八 Hayashida Heihachi?), un luptător prietenos, deși mai puțin priceput, al cărui haz și farmec mențin moralul camarazilor săi în fața situațiilor potrivnice.[4][72]
- Isao Kimura - Katsushirō Okamoto (岡本勝四郎 Okamoto Katsushirō?), fiul neexperimentat al unui samurai înstărit, care își părăsește familia pentru a dobândi experiență.[74] Kambei îl ia fără tragere de inimă ca ucenic[4][74] și îl instruiește nu prin vorbe, ci supunându-l unor probe practice reale.[75]
- Toshiro Mifune - Kikuchiyo (菊千代?), un derbedeu temperamental, imprevizibil și hazliu, care minte că ar fi samurai,[4] dar își dovedește în cele din urmă inventivitatea și calitățile de luptător.

### Sătenii
- Yoshio Tsuchiya - Rikichi (利吉?), un sătean tânăr și curajos,[4] care, spre deosebire de ceilalți săteni, caută o soluție pentru alungarea bandiților.[34][46] El suferă mult din cauză că soția sa i-a fost răpită de bandiți.[46][76]
- Bokuzen Hidari - Yohei (与平?), un sătean fricos,[4][77] protagonistul unor scene comice alături de Kikuchiyo[78]
- Yukiko Shimazaki - soția lui Rikichi,[4] care fusese răpită anterior de bandiți[76]
- Kamatari Fujiwara - Manzō (万造?), un fermier egoist și laș[77] care-și deghizează fata ca băiat pentru a încerca să o protejeze de samurai[4][35]
- Keiko Tsushima - Shino (志乃?), fiica lui Manzō,[4] care se îndrăgostește de Katsushirō[35]
- Kokuten Kōdō - Gisaku (儀作?), bătrânul și înțeleptul satului[4]
- Yoshio Kosugi - Mosuke, unul dintre fermierii trimiși la oraș să angajeze samurai[4]

### Alții
- Shinpei Takagi - comandantul bandiților[4]
- Shin Otomo - comandantul secund al bandiților[4]
- Haruo Nakajima - bandit[4]
- Eijirō Tōno - hoț[4]
- Kichijirō Ueda - iscoada capturată[79]
- Atsushi Watanabe - vânzătorul de turte din orez (manjū)[4]
- Jun Tatara - muncitor[4]
- Sachio Sakai - muncitor[4]
- Takeshi Seki - muncitor[4]
- Isao Yamagata - roninul care refuză oferta lui Kambei[4]
- Tatsuya Nakadai - un samurai care rătăcește prin oraș (nemenționat)[4][39]

## Producție

### Ideea realizării filmului

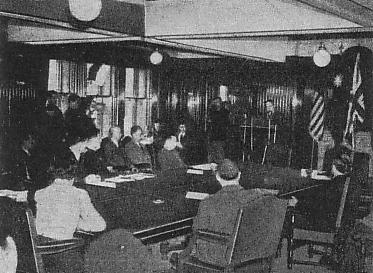
Consiliul Aliat, prin intermediul SCAP pe care îl instalase la conducerea Japoniei, a limitat realizarea filmelor cu samurai în anii 1940.

În timpul celui de-al Doilea Război Mondial, guvernul militar al Japoniei a încurajat producerea filmelor despre samurai, deoarece promovau naționalismul japonez și stimulau eroismul propriilor militari. După capitularea Japoniei în 1945, guvernul de ocupație american (SCAP) a asociat bushido, codul de onoare al samurailor bazat pe loialitate, autodisciplină și dezvoltare spirituală, cu kamikaze și cu naționalismul japonez și a decis să limiteze pentru o perioadă producerea filmelor jidaigeki, genul cinematografic istoric al Japoniei. Tora no o o fumu otokotachi, al patrulea lungmetraj pe care l-a realizat Kurosawa, turnat în august și septembrie 1945, a fost astfel interzis din cauza faptului că acțiunea sa avea loc în epoca medievală și a obținut viza de difuzare abia în 1952.
După succesul internațional al filmului Ikiru (1952), Kurosawa a putut să dezvolte proiectul mai ambițios al celor șapte samurai, dar realizarea acestui film urma să fie complicată și să necesite eforturi mari. Unul din strămoșii lui Kurosawa a fost samurai, iar cineastul a fost fascinat de viața acestor luptători medievali, care era diferită de cea reprezentată în filme.
Motivația lui Akira Kurosawa pentru realizarea filmului Cei șapte samurai l-a constituit dorința sa de a reînnoi genul jidaigeki prin distrugerea convențiilor și clișeelor pentru a prezenta trecutul într-un mod mai apropiat de realitate și a stârni, în același timp, sensibilitatea publicului contemporan. Cineastul a vrut inițial să regizeze un film despre o singură zi din viața unui samurai, urmărind toate acțiunile personajului de dimineață până seara când acesta urma să se sinucidă ritualic, iar colaboratorii săi (scenaristul Shinobu Hashimoto, producătorul Sōjirō Motoki și producătorul asistent Hiroshi Nezu) au efectuat cercetări istorice cu privire la viața samurailor în perioada Edo. Acest plan a fost abandonat după trei luni de cercetări din cauza neputinței de a afla detalii specifice din viața zilnică a unui samurai; cercetările lui Hashimoto au stat ulterior la baza filmului Harakiri (1962), regizat de Masaki Kobayashi și cu Tatsuya Nakadai și Rentarō Mikuni în rolurile principale. Mai târziu, în cursul căutării unor posibile subiecte cinematografice, Kurosawa a citit un mic articol despre un incident real în care țăranii au angajat un grup de samurai pentru a-i proteja de bandiți în schimbul unui adăpost și a unor mese zilnice. Kurosawa, Hashimoto și Motoki au discutat ideea și au decis ca samuraii să fie inspirați de persoane istorice reale; astfel, Kambei Shimada a fost inspirat de samuraiul Isanomukami Koizumi, în timp ce episodul salvării copilului răpit ar proveni, potrivit lui David Desser, dintr-o anecdotă zen.
Acțiunea filmului urma să aibă loc în perioada Azuchi-Momoyama (1568–1600), o perioadă frământată a istoriei Japoniei caracterizată prin numeroase războaie civile între clanurile feudale pentru stăpânirea teritoriilor și dominație politică. Războaiele feudale au cauzat masacre și distrugeri, încurajând în același timp mobilitatea populației și dezvoltarea comerțului și anticipând schimbările politice și economice ce vor avea loc la începutul secolului al XVII-lea. În timp ce acțiunea majorității filmelor cu samurai avea loc în perioada Tokugawa (o perioadă de pace), Kurosawa a fost unul din puținii cineaști care a făcut filme despre războaiele civile din secolul al XVI-lea, în care țăranii erau adesea recrutați ca militari. Situația s-a schimbat în perioada Tokugawa, când a avut loc o separare a claselor sociale și a fost impus un cod de conduită al samurailor, conceput de filozoful și strategul Yamaga Sokō, fiind stabilit astfel un alt tip de relații între samurai și țărani.

### Scenariul

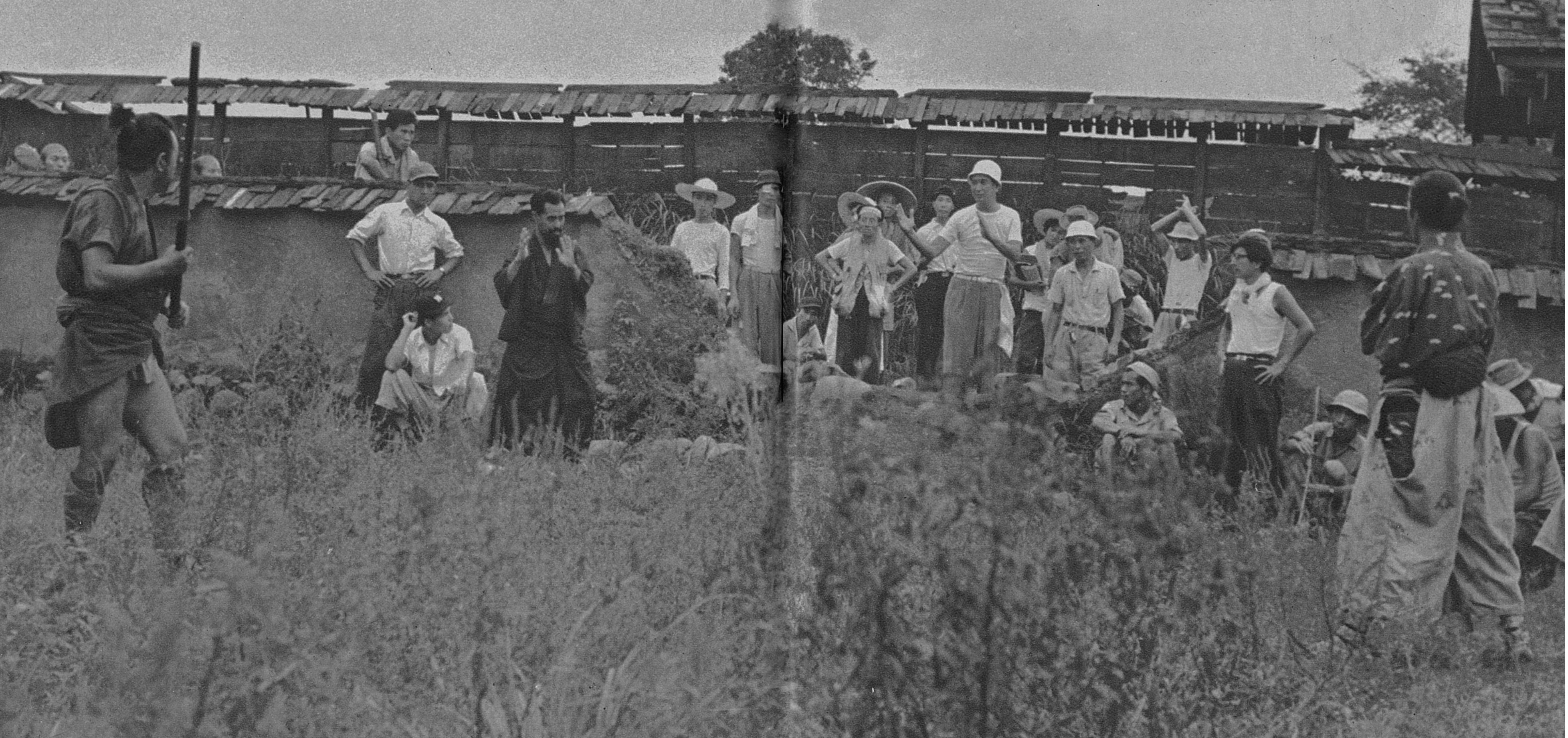
Imagine de la filmări, decembrie 1953. Interpretarea actorilor este dirijată de instructorul de arte marțiale Yoshio Sugino și de regizorul Akira Kurosawa.

Scenariul filmului a fost scris de Akira Kurosawa, împreună cu Shinobu Hashimoto și Hideo Oguni. În noiembrie 1952 Hashimoto a scris liber o primă versiune a scenariului, iar în luna următoare Hashimoto, Kurosawa și Oguni s-au retras la ryokan-ul (hanul) Minaguchi-en din Atami pentru a scrie scenariul final. Cei trei scenariști au lucrat la han timp de șase săptămâni (45 de zile) de la ora 10 până la ora 17: Kurosawa și Hashimoto concepeau în mod independent întâmplările, iar Oguni juca rolul „avocatului diavolului”, având drept de veto și criticând fiecare aspect al poveștii pentru îmbunătățirea acesteia. Cei trei scenariști au refuzat să folosească telefonul în această perioadă și au interzis prezența oricărui vizitator, cu excepția lui Toshirō Mifune. Efortul i-a afectat fizic pe cei trei scenariști, care își făceau seara masaj unul altuia, dar cel mai rău s-a simțit Kurosawa care a avut chiar și viermi intestinali din cauza condițiilor insalubre din anii de după război.
Filmul trebuia să se numească inițial Cei șase samurai, iar Toshiro Mifune urma să joace rolul lui Kyūzō. În timpul procesului de elaborare a scenariului, care a durat șase săptămâni, Kurosawa și scenariștii săi au înțeles că „șase samurai sobri ar fi fost plictisitori și că era nevoie de un personaj mai ieșit din comun”. Kurosawa l-a redistribuit pe Mifune în rolul excentricului Kikuchiyo și i-a oferit libertate creativă în improvizarea comportamentului neobișnuit al personajului.
Scenariul este împărțit în 55 de secvențe narative, împărțite la rândul lor în subsecvențe, elaborate cu o atenție minuțioasă la detalii. Kurosawa și ceilalți doi scenariști au fost inovatori în rafinarea temei adunării unor personaje eroice pentru îndeplinirea unei misiuni. Potrivit comentariului audio al lui Michael Jeck de pe DVD-ul filmului, Cei șapte samurai a fost unul dintre primele filme care au folosit intriga, acum comună, a recrutării și adunării unor personaje într-o echipă pentru a îndeplini un obiectiv specific, dispozitiv narativ folosit în filme ulterioare precum remake-ul western Cei șapte magnifici (1960), Tunurile din Navarone (1961), Duzina de ticăloși (1967), Sholay (1975) și filmul american de animație Aventuri la firul ierbii (1998). Criticul de film Roger Ebert speculează în recenzia sa că secvența primei apariții a protagonistului Kambei (în care samuraiul se rade complet pe cap, renunțând la frizura tipică samurailor, cu scopul de a se prezenta drept călugăr pentru a salva un copil răpit de un tâlhar) ar putea fi originea practicii, care este acum comună în filmele de acțiune, a primei apariții a personajului principal într-o secvență care nu are legătură cu subiectul principal. Alte dispozitive narative, cum ar fi eroul șovăitor, idila dintre o femeie localnică și cel mai tânăr erou și anxietatea oamenilor simpli, apăruseră în alte filme mai vechi, dar au fost combinate în acest film.
Potrivit lui Hashimoto, fiecare personaj avea o biografie detaliată, iar Kurosawa a mers atât de departe încât a creat un registru cu cei 101 de țărani (din 23 de familii) și le-a oferit interpreților câte o fișă cu arborele genealogic și cu diferite amănunte pentru a putea să intre cât mai bine în rol. Astfel, figuranții erau transformați în personaje și aveau fiecare micul lor rol în desfășurarea acțiunii. Criticul Stephen Prince a evidențiat faptul că participarea împreună, în ciuda diferențelor de clasă, a țăranilor și samurailor la apărarea satului oferă viziunea unui viitor utopic în care conflictele de clasă pot fi depășite și clasele sociale pot contribui pașnic la alcătuirea unei comunități organice.
Unele părți ale scenariului au fost modificate chiar în timpul filmărilor, precum moartea lui Kikuchiyo care a fost mutată de pe acoperișul unei case pe un pod plin de noroi.

### Alegerea și interpretarea actorilor

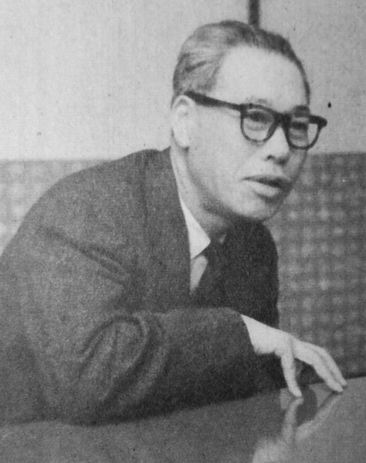
Actorul Takashi Shimura, interpretul rolului Kambei

Stilul și succesul filmului datorează foarte mult actorilor aleși. Kurosawa a atribuit primele două roluri principale unor actori cu care colaborase mult la filmele sale anterioare: Takashi Shimura (interpretul rolurilor principale din Rashomon și Ikiru) și Toshiro Mifune (interpretul unui rol principal în Rashomon). Interpretarea carismatică a lui Takashi Shimura este adesea accentuată, iar rolul său din acest film este considerat unul dintre cele mai bune roluri din întreaga sa carieră. Personajul Kambei devine în interpretarea lui Shimura un pilon de rezistență, făcând ca filmul să fie optimist, dar fără iluzii. Mifune și Shimura au fost de altfel amândoi nominalizați la premiul BAFTA pentru cel mai bun actor străin, iar Shimura a fost recompensat în Finlanda câțiva ani mai târziu cu premiul Jussi pentru cel mai bun actor străin.
Mulți critici și istorici ai filmului au subliniat că interpretarea lui Toshirō Mifune a contribuit în mare măsură la dinamismul filmului. Aceasta a fost a șaptea colaborare între Kurosawa și Mifune dintr-un număr total de șaisprezece filme, iar rolul Kikuchiyo rămâne unul dintre cele mai importante din filmografia actorului. Kurosawa a putut conta pe abilitățile sportive ale lui Toshirō Mifune, a cărui măiestrie în practicarea artelor marțiale kendo și aikido a conferit credibilitate rolului Kikuchiyo. Criticul de film japonez Tadao Satō a remarcat, de asemenea, calitățile specifice ale acestui actor care, spre deosebire de majoritatea vedetelor japoneze distribuite la acea vreme în filmele istorice, nu a fost format de teatrul kabuki, ci chiar de Kurosawa. Stilul de joc al lui Mifune este uneori comparat cu dansurile demonului hataraki din teatrul Nō, pe care Kurosawa îl îndrăgea.

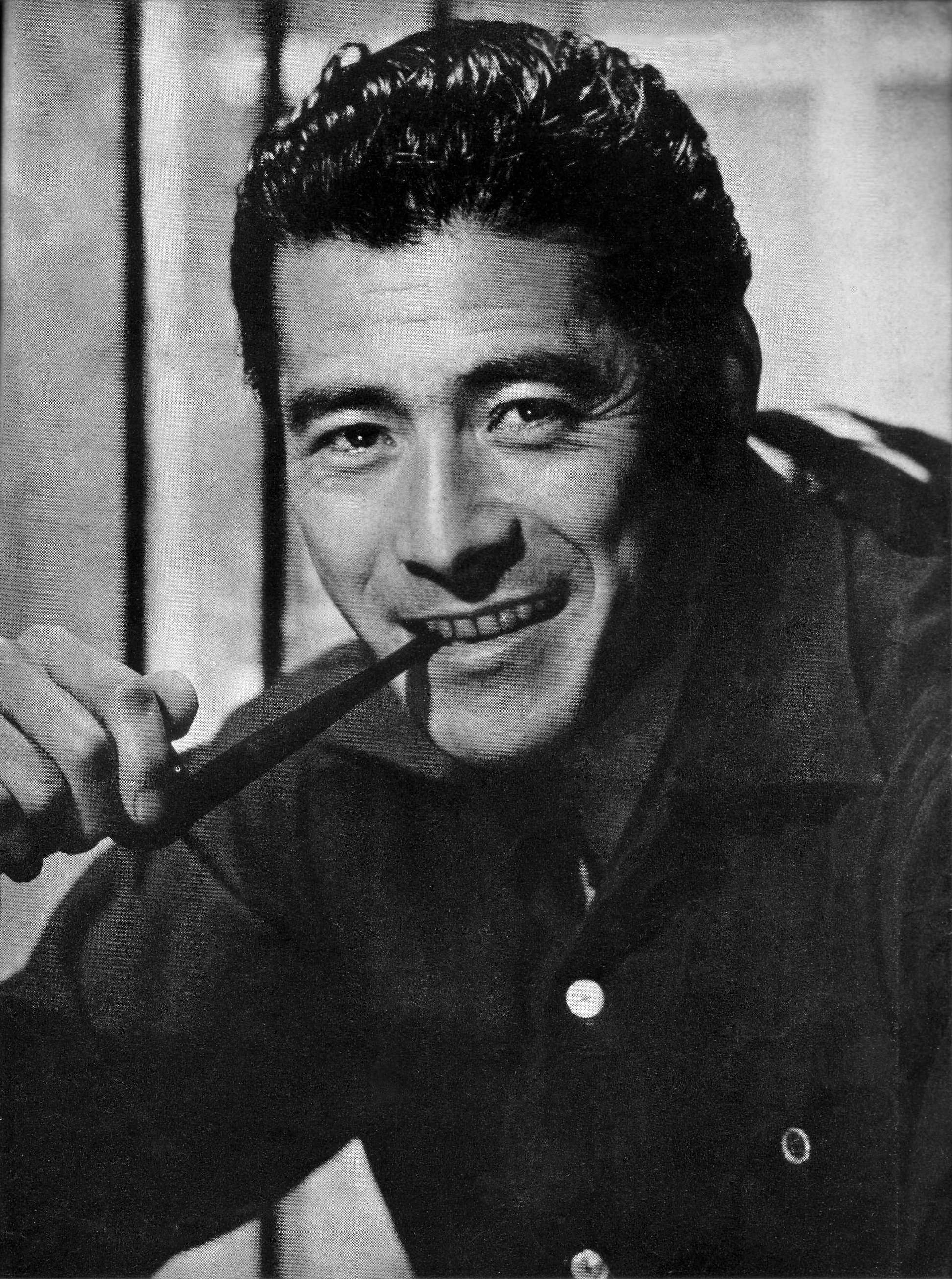
Actorul Toshirō Mifune, interpretul rolului Kikuchiyo

Minoru Chiaki și Daisuke Katō, alți doi interpreți principali, erau actori populari, cu umor și cu șarm personal, și au colaborat cu Kurosawa în mai multe filme. Tânărul Isao Kimura avea la începerea filmărilor vârsta de 30 de ani, deși nu o arăta, și a conferit personajului Katsushirō un amestec de aer aristocratic, inocență tinerească și agilitate, dar, în ciuda succesului obținut, nu a reușit să devină niciodată o vedetă de cinema. Actorul Seiji Miyaguchi, care îl interpretează pe samuraiul Kyūzō, nu pusese niciodată mâna pe o sabie înainte de a juca în acest film și nici nu știa să o folosească. A avut, de asemenea, dificultăți în călăritul cailor, iar o scenă în care trebuia să călărească la galop a fost în cele din urmă abandonată în timpul filmărilor din cauza incapacității sale de a o juca. În ciuda faptului că a recunoscut că nivelul ridicat al interpretării sale se datorează în mare măsură indicațiilor oferite de Kurosawa, Miyaguchi a fost aclamat totuși pentru rolul său, fiind distins cu premiul Mainichi pentru cel mai bun actor în rol secundar. Yoshio Inaba a fost singurul interpret al samurailor care nu mai colaborase anterior cu Kurosawa și, deși era un om matur și supus, a colaborat greu cu cineastul atât din cauza lipsei de experiență în fața camerei de filmat, cât și a faptului că s-a panicat când l-a văzut pe regizor țipând la actori. Ulterior, Miyaguchi a obținut doar roluri secundare, care nu i-au permis să-și arate talentul, în timp ce cariera lui Inaba s-a limitat doar la roluri minore, nesemnificative.
Alți actori precum Kamatari Fujiwara (Manzō), Kokuten Kōdō (Gisaku) și Yoshio Kosugi (Mosuke) erau membri obișnuiți ai echipei artistice a regizorului. Actrița Keiko Tsushima (Shino), care dobândise experiență în filmele lui Kōzaburō Yoshimura de la Shochiku, a fost acceptată fără a mai susține un interviu formal, în timp ce Yoshio Tsuchiya era un tânăr actor de teatru ce a fost distribuit în rolul Rikichi, deși nu se prezentase la audiții și nu mai jucase până atunci în niciun film. Kurosawa l-a distribuit, de asemenea, pe Eijirō Tōno, un actor din teatrul shingeki (stil actoricesc foarte apreciat pentru interpretarea rolurilor secundare în film), în rolul scurt, dar important, al banditului răpitor ucis de un samurai.

### Decoruri
Kurosawa a refuzat să reconstituie satul feudal pe platourile companiei Toho Studios și a construit un sat în districtul Tagata din peninsula Izu, pe insula japoneză Honshu (regiune aflată astăzi în prefectura Shizuoka), la aproape 100 km sud-vest de Tokio. Deși compania producătoare a protestat față de creșterea costurilor de producție, Kurosawa a rămas ferm în decizia sa și a declarat că „calitatea decorurilor influențează calitatea interpretării actorilor... Din acest motiv, am făcut decorurile să arate exact ca și cum ar fi reale. Ele limitează filmările, dar încurajează acest sentiment de autenticitate”. El a vorbit, de asemenea, despre „munca intensă” depusă pentru realizarea filmului: „Nu am avut destui cai; a plouat tot timpul. Era genul de film pe care îți este imposibil să-l faci în această țară”.
Satul era atât de întins, încât au fost folosite cinci locuri diferite. Platoul principal de filmare conținea 23 de case (douăzeci pe un câmp și alte trei peste râu), iar celelalte patru locuri reprezentau părțile îndepărtate ale satului. Cei 40 de cai folosiți la filmare trebuiau mutați dintr-un loc în altul, până când cuiva i-a venit ideea să fie folosiți cai diferiți în fiecare loc de filmare, care erau vopsiți pentru a semăna cu cei de pe platoul principal de filmare.

### Filmare

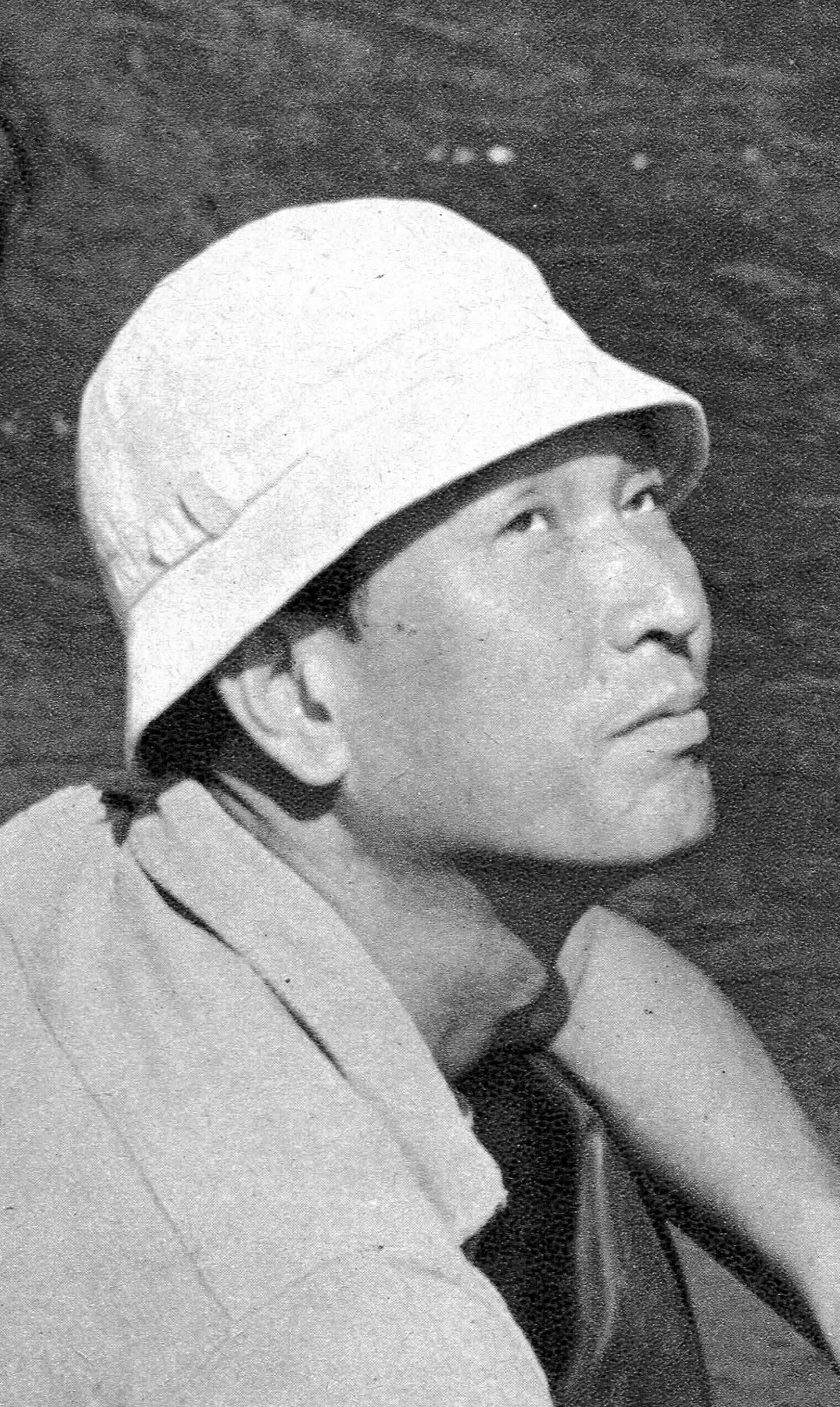
Akira Kurosawa pe platoul de filmare al filmului Cei șapte samurai. Fotografie din 1953.

După trei luni de preproducție, a urmat o lună de repetiții în costume de epocă și apoi 148 de zile de filmare întinse pe parcursul a 10 luni (27 mai 1953 - 18 martie 1954) - de patru ori durata prevăzută în bugetul inițial.
Filmările au început la 27 mai 1953 cu scena unei bătai între Rikichi și Manzō, chiar înainte de venirea lui Kambei, pentru că nu reușesc să găsească samurai. Luna iunie a fost ploioasă și o mare parte a timpului nu s-a putut filma. La mijlocul lunii iulie, după aproape două luni de filmări, Kurosawa s-a internat la Spitalul Kinohita din Seijo deoarece era complet epuizat. În timpul cât Kurosawa s-a aflat în spital, Mifune a avut o scurtă apariție (sub 10 minute) în rolul unui pilot japonez în filmul Taiheiyo no washi (1953) al lui Ishirō Honda.
Ca urmare a libertății creative oferite de studio, Kurosawa a folosit teleobiective, care erau rare în anul 1954, precum și mai multe camere care filmau simultan și permiteau ca acțiunea să umple ecranul și să plaseze publicul chiar în mijlocul acesteia. „Dacă aș fi filmat în metoda tradițională cadru cu cadru, nu exista nicio garanție că vreo acțiune ar fi putut fi repetată în același mod de două ori.” El a considerat că acest procedeu de filmare este foarte eficient și l-a folosit ulterior în filme, inclusiv în unele mai puțin orientate spre acțiune. Metoda lui a fost să plaseze o cameră în cea mai convențională poziție de filmare, o altă cameră pentru filmarea cadrelor rapide și o a treia cameră „ca un fel de unitate de gherilă”. Acest procedeu de filmare a avut scopul de a surprinde cadre foarte complicate, iar Kurosawa a coordonat mișcarea tuturor celor trei camere prin semne convenite anterior. În plus, prezența mai multor camere a făcut ca scenele mai lungi să devină fluide, iar actorii să se comporte firesc, fără a se întoarce inconștient către o cameră.
Coregrafia artelor marțiale din film a fost dirijată de experimentatul instructor Yoshio Sugino de la școala Tenshin Shōden Katori Shintō-ryū, care va colabora ulterior cu Kurosawa și la filmul Kakushi toride no san-akunin (1958). Această activitate de instruire a actorilor în lupta cu sabia și de dirijare a secvențelor de luptă a fost realizată inițial de Sugino în colaborare cu Junzo Sasamori de la școala Ono-ha Itto-ryu, dar Sasamori a fost nevoit să se retragă de la filmări deoarece Ministerul Educației i-a oferit un post de instructor de arte marțiale în Europa chiar în timpul producției filmului. Coregrafia luptelor cu sabia realizată de Sugino a fost influențată de stilul decorativ al teatrului kabuki și a urmărit să adauge dinamism și realism acelor scene. Alți instructori care au colaborat la realizarea filmului au fost Ienori Kaneko (pentru tragerile cu arcul) și Shigeru Endo (pentru călărie).
Producătorii i-au reproșat în mai multe rânduri lui Kurosawa că a depășit bugetul, mai ales din cauza utilizării unei cantități considerabile de peliculă de film, deoarece a filmat uneori cu trei camere. Speriată de cheltuielile mari, compania Toho a încercat zadarnic în mai multe rânduri să-l convingă pe Kurosawa să revină pentru filmări în studiourile din Tokio. Astfel, finanțarea a fost întreruptă de mai multe ori, dar Kurosawa a reușit de fiecare dată să convingă compania să autorizeze reluarea filmărilor.
Filmările au fost reluate la 1 august 1953, trebuind să fie finalizate la 18 august, pentru ca filmul să intre pentru o lună în faza de postproducție și să fie lansat la începutul lunii octombrie. Cu toate acestea, fondurile financiare erau consumate aproape în întregime (mai rămăseseră doar 7 de milioane de yeni, adică aproximativ 190.000 de dolari), deși fusese filmat doar o treime din materialul programat. În septembrie 1953 producerea filmului a fost sistată, deoarece bugetul fusese epuizat. Rămas fără opțiuni, Kurosawa și-a luat câteva zile de concediu și s-a dus să pescuiască pe malul râului Tama, unde a așteptat decizia companiei Toho, aceasta urmând să aleagă una din trei căi: suplimentarea bugetului și rechemarea lui, înlocuirea lui cu Kunio Watanabe (1899-1981), un regizor de filme de categoria B, sau abandonarea definitivă a filmului. Minoru Chiaki, care l-a vizitat acolo, l-a găsit calm și convins că studioul Toho îl va rechema pentru că nu-și permite să piardă banii pe care-i investise deja în producerea filmului.
Producerea filmului a fost reluată la 3 octombrie, iar regizorul și-a reluat comportamentul autocratic, jignindu-i pe membrii departamentului de publicitate care au chemat câțiva reporteri să asiste la filmări. Filmările s-au prelungit în anul 1954, iar conducătorii companiei Toho făceau presiuni asupra lui Kurosawa să le termine cât mai repede. Regizorul însă nu se grăbea, iar actorii îi erau atât de devotați încât înlocuirea lui Kurosawa ar fi cauzat o revoltă. Filmarea luptei decisive a fost amânată până la final din teama că, odată filmată, compania Toho va întrerupe filmările.
Scena luptei finale a filmului (cu o durată de 6 minute), programată inițial să fie filmată la sfârșitul verii, a fost filmată în lunile ianuarie și februarie (cele mai reci luni ale anului în Japonia) la temperaturi aproape de îngheț, sub ploi torențiale foarte reci. În noaptea de dinaintea începerii filmării acestei scene a nins puternic, iar zăpada a fost topită și transformată într-un noroi aproape înghețat. Mifune a afirmat ulterior că nu i-a fost niciodată atât de frig în viața sa, iar după cele două luni de filmare a stat internat două săptămâni în spital pentru a-și reveni. Filmările au fost finalizate la 18 martie 1954, totalizând 148 de zile. În acea perioadă, majoritatea filmelor japoneze erau filmate în 4-6 săptămâni. Turnarea acestui film a stat la originea poreclei Tenno („Împăratul”) a lui Kurosawa, poreclă care face referire la conducerea relativ autoritară a filmărilor, dar se pare că echipa de filmare nu a folosit niciodată acest cuvânt popularizat de presa japoneză.
Cei șapte samurai a costat în final 210 milioane de yeni (aproape 560.000 de dolari), devenind cel mai scump film japonez produs până la acea dată. Filmul lui Kurosawa, împreună cu Musashi Miyamoto al lui Hiroshi Inagaki (care a costat 500.000 de dolari) și cu Godzilla al lui Ishirō Honda (care a costat 167.000 de dolari), aproape că au ruinat compania Toho. Cu toate acestea, Musashi Miyamoto a fost primul film de mare succes al companiei Toho în America și a câștigat premiul Oscar pentru cel mai bun film străin, Godzilla a devenit o franciză care a adus încasări mari companiei, iar Cei șapte samurai este considerat unul dintre cele mai bune filme produse vreodată.

### Muzică
Kurosawa a dovedit un interes special pentru muzica filmelor sale. Muzica filmului Cei șapte samurai a fost compusă de Fumio Hayasaka (1914-1955), care mai colaborase cu Kurosawa la filmele Stray Dog (1949), Rashomon (1950) și Ikiru (1952). Aceasta a fost a șaptea și penultima colaborare a celor doi, care erau buni prieteni, iar coloana sonoră a acestui film este considerată adesea una dintre cele mai bune compoziții muzicale de film.
Hayasaka, care era grav bolnav de tuberculoză și a murit la 15 octombrie 1955, la vârsta de 41 de ani, în timpul turnării filmului Ikimono no kiroku, a refuzat numeroase oferte pentru a-și concentra slabele sale puteri în compunerea muzicii filmului Cei șapte samurai. Compozitorul a creat 300 de piese muzicale pe parcursul a două luni, ceea ce l-a epuizat și l-a făcut să nu se mai poată ridica din pat și să inhaleze oxigen în timpul discuțiilor cu regizorul și cu aranjorul muzical Masaru Satō. În semn de omagiu pentru munca sa, numele lui Hayasaka este trecut singur pe genericul filmului, o onoare care nu mai fusese acordată până la acea vreme niciunui compozitor al muzicii unui film japonez. Muzica a fost înregistrată în primăvara anului 1954 pe parcursul a două luni.
Pentru muzica filmului Cei șapte samurai Hayasaka a scris o compoziție mai mult simfonică, care, potrivit istoricului André Labarrère, explică parțial posibilele asemănări dintre acest film și westernurile americane. Criticul de film Philippe Haudiquet a remarcat marea varietate de utilizări ale muzicii, care poate avea un ton mai grav sau mai melodios, în funcție de context. Temele muzicale alese insistă pe deosebirile dintre cele trei grupuri de personaje: samurai (sunete de corn sau zbârnâieli joase), țărani (muzică folclorică interpretată la flaut sau la instrumente de percuție) și bandiți (bătăi joase de tobe).
Muzica filmului, orchestrată inițial de Masaru Satō, folosește în principal instrumente de suflat din lemn, alămuri și percuție, în timp ce corzile sunt reprezentate prin utilizarea pentru scurt timp a unei chitare acustice într-una dintre temele iubirii. Pentru personajul Kikuchiyo, Kurosawa a dorit o muzică apropiată de mambo, iar Hayasaka a folosit un saxofon bariton.

### Montaj
În urma filmărilor, Kurosawa și-a câștigat rapid reputația de „cel mai mare editor din lume” datorită practicii sale de montare a materialelor filmate chiar în perioada filmărilor până noaptea târziu. El a susținut că acest procedeu este o necesitate practică, pe care însă majoritatea regizorilor nu o înțeleg și de aceea sunt nevoiți să petreacă cel puțin câteva luni cu editorii lor, asamblând și tăind cadrele după ce filmările au fost încheiate. Lungimea peliculei este de 5.480 m în versiunea integrală și de 4.401 m în versiunea redusă de 160 de minute.

## Analiză critică

### Teme și personaje
Eroismul este o temă centrală, pe care Kurosawa o abordează prezentând un mic grup de oameni curajoși din cadrul unei comunități rurale relativ egoiste, pe care ei o ajută să scape de o bandă de tâlhari. Astfel, Kurosawa revine, potrivit lui Tadao Satō, la „eroismul pur și simplu” care a caracterizat primul său film, Sugata Sanshirō (1943).
Personajele samurai sunt abordate într-un mod inedit, deoarece aici ei nu mai apără seniori, ci oameni cu un statut inferior, contrar obiceiului împământenit. Descendent al unei familii de samurai și educat riguros de un tată militar, Kurosawa era dornic să trateze acest tip de personaje în felul său, combinând tradiția cu modernitatea. În acest film apare o nouă imagine a samuraiului, rang la care un om cu o condiție socială simplă pare să poată să se ridice precum personajul Kikuchiyo. Această reprezentare este posibilă deoarece samuraii lui Kurosawa sunt, de fapt, ronini, adică samurai fără stăpân. Povestea prezentată în acest film inversează într-adevăr modelele obișnuite, căci samuraii aveau mai degrabă tendința, la ordinul stăpânilor lor, să-i jecmănească pe țărani, în timp ce samuraii din acest film acceptă să fie angajați fără plată pentru a-i apăra pe țărani împotriva tâlharilor, atitudine în concordanță cu bushido, codul de onoare al samurailor care implică respect față de țărani. Relațiile de tip maestru-discipol devin astfel mult mai complexe atât în cadrul grupului samurailor, cât și între samurai și țărani. Kurosawa arată astfel că fiecare om pare să învețe ceva de la un altul, indiferent despre cine ar fi vorba; astfel, țăranii primesc lecții de luptă, iar samuraii învață în schimb alte lucruri precum generozitatea. Aceste interacțiuni nu facilitează însă apropierea între clasele sociale: primele secvențe separă clar personajele în trei grupuri distincte: bandiți, țărani și samurai. Kurosawa arată într-adevăr dificultățile apărute în relația dintre țărani și samurai, inclusiv conflictele lor, chiar și atunci când au aceleași interese. Cu toate acestea, samuraii din acest film sunt reprezentați de Kurosawa mai ales ca oameni generoși, fiind lipsiți de cinismul roninului din Yojimbo sau de deziluzia samurailor din Sanjuro.

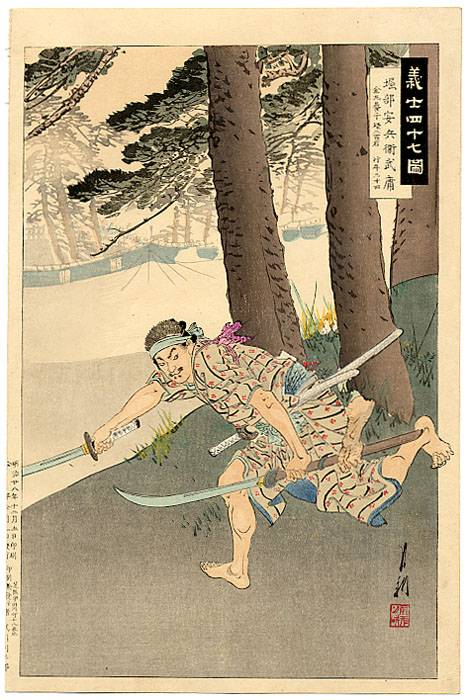
Ilustrație a unei alte povești cu samurai fără stăpân: legenda celor 47 de ronini

Kurosawa realizează chiar câteva mici deschideri, făcând din oferirea unui bol de orez un vector simbolic al dialogului și chiar al unei eventuale iubiri între un samurai și o țărancă. Cineastul este interesat, de asemenea, de fluiditatea posibilă a claselor sociale în epoca descrisă în film, iar personajul Kikuchiyo devine un liant direct și simbolic grație originilor sale țărănești. Kikuchiyo reușește uneori să realizeze legături între cele două grupuri prin stângăciile și bufoneriile lui, care sunt „manifestarea unei imense bucurii de viață”. Gustul său pentru aventură și dorința sa de ascensiune socială nu sunt pur egoiste, deoarece personajul dovedește un interes sincer de a-i ajuta pe țărani. Totuși, aceleași origini îl împiedică să fie considerat un adevărat samurai, statut pe care el l-a uzurpat. Nu se știe nimic despre el în afara originilor sale țărănești, nici măcar numele său real, ceea ce face ca Kikuchiyo să fie, potrivit lui Stephen Prince, un personaj atât mitic, cât și istoric.
Filmul abordează și problema „solidarității între dezmoșteniții sorții”. Dar această solidaritate este limitată. În contextul cinematografic al anilor 1950, filmul a fost interpretat uneori ca un demers social, chiar în comparație cu creațiile cinematografice sovietice din anii 1930, dar Donald Richie subliniază importanța individualităților în această poveste, iar Roland Schneider îi descoperă o latură metafizică și insistă asupra „eticii tradiționaliste” pe care o abordează Kurosawa. Schneider își ilustrează analiza arătând că la sfârșit, chiar dacă moartea eroilor nu se dovedește a fi inutilă, are loc o revenire la rutină. Astfel, potrivit lui Schneider, „realitatea ființei nu este atinsă decât în afara vieții materiale și sociale [și] singura care contează este doar experiența interioară individuală”. Potrivit lui Hubert Niogret, „acțiunea individuală [este] singurul remediu pentru nedreptate și violență”. În general, Kurosawa se concentrează pe descrierea fiecărui grup, țărani și samurai, subliniind astfel atât slăbiciunile, cât și meritele fiecăruia. Totuși, această lipsă de subiectivitate nu-l împiedică pe cineast să manifeste compătimire față de mizeria epocii reprezentate, în special datorită unui anumit lirism în modul său de filmare a lucrărilor agricole. În fapt, Kurosawa respinge orice viziune maniheistă a ființei umane, chiar dacă reprezentarea bandiților nu arată nici o latură bună a acestor personaje. Cu toate acestea, filmul pune în opoziție două viziuni ale samurailor, deoarece bandiții sunt, de asemenea, ronini, care au făcut o altă alegere: încălcarea codului bushido.
Personajele feminine rămân în planul secund în Cei șapte samurai, la fel ca în filmele anterioare ale cineastului. Kurosawa a afirmat că el era totuși interesat de femei și a atribuit responsabilitatea acestei situații conducătorilor companiei Tōhō: „Compania Toho nu vrea ca eu să abordez fondul problemelor feminine. Spectatorilor nu le-ar plăcea să vadă înclinațiile rele ale femeilor”. Mai mult, personajul Shino are un aspect băiețesc atunci când trăiește o poveste de dragoste cu tânărul samurai Katsushiro. În ciuda acestei pudori generale, modul de tratare a primei apariții a lui Shino nu este lipsit de erotism.
„Omul trebuie să lupte pentru a păstra speranța în mijlocul acestei lumi lipsite de speranță și în această luptă toți oamenii sunt frați. Aceasta este ideea centrală a filmelor lui Kurosawa, care, în majoritatea lor, înfățișează progresul de la disperare la speranță și acesta este unul dintre motivele pentru care filmele lui sunt atât de semnificative pentru omenire”, concluziona Donald Richie în studiul dedicat operei cineastului japonez.

### Stilul filmului
În același timp regizor, coscenarist și monteur, Akira Kurosawa a reușit să-și pună amprenta pe creațiile sale artistice, mai ales pe filmul Cei șapte samurai, prin stilul său propriu, chiar dacă a spus el însuși: „Nu m-am gândit niciodată să-mi stabilesc un stil personal. Dacă aș fi făcut asta, mi-aș fi adus un deserviciu”. De altfel, potrivit cineastului, stilul avea o importanță doar dacă servea unui scop: „Dacă cineva este preocupat doar de chestiuni de formă fără a avea nimic de spus, atunci această formă nu va duce la nimic”.
Filmul amestecă realismul, acțiunea, umanismul și umorul. Această diversitate îi permite lui Kurosawa să evidențieze contrastul „între idealismul samuraiului și realismul țăranului”. Frumusețea imaginilor alb-negru sporește expresivitatea printr-o adâncime a câmpului vizual de o amplitudine rară. Ritmul filmului atinge un echilibru remarcabil prin utilizarea alternativă a scenelor de contemplație și a secvențelor de acțiune energică. Montajul produce o oarecare emoție spectatorului chiar și în cele mai simple scene. Kurosawa evită, de asemenea, scenele de expoziție superflue. Regizorul preferă astfel nici să nu spună totul și nici să nu arate totul, ceea ce îi permite să creeze spectatorului o anumită așteptare, de exemplu prin combinația unor serii de planuri scurte și de elipse pe care le folosește în scenele în care țăranii îi caută pe viitorii lor protectori. Montarea acestei secvențe folosește cu abilitate procedeul voleului pentru a alterna planurile, combinând într-un mod mai coerent diferite spații și temporalități, cu o muzică războinică pe fundal sonor. Asociată cu o astfel de muzică, panoramarea este folosită ca element vizual cu scop ironic prin alternarea mișcărilor samurailor de la dreapta la stânga și de la stânga la dreapta. Montajul poate servi astfel aspectului comic al filmului, mai ales atunci când Kurosawa introduce planuri scurte separate prin voleuri.
Dorința de a elimina superfluul nu îl împiedică pe Kurosawa să fie foarte precis atunci când vine vorba de evocarea contextului social al poveștii sale. Narațiunea filmului a fost salutată de mulți critici. Philipp Bühler compară munca depusă de Kurosawa cu atitudinea lui Kanbei, conducătorul înțelept interpretat de Takashi Shimura. Potrivit lui Bühler, Kurosawa procedează cu aceeași precizie ca și personajul său „care desenează o hartă geografică și începe să noteze pe o listă pierderile inamicului”. Cadrele panoramice lente contribuie la prezentarea minuțioasă a satului, iar cineastul dovedește aceeași meticulozitate în reprezentarea personajelor sale și a relațiilor dintre ele, care „urmează o geometrie inteligentă”. Mai departe, harta și personajul Kanbei permit cineastului să mențină atenția spectatorului prin contabilizarea numărului de bandiți uciși.

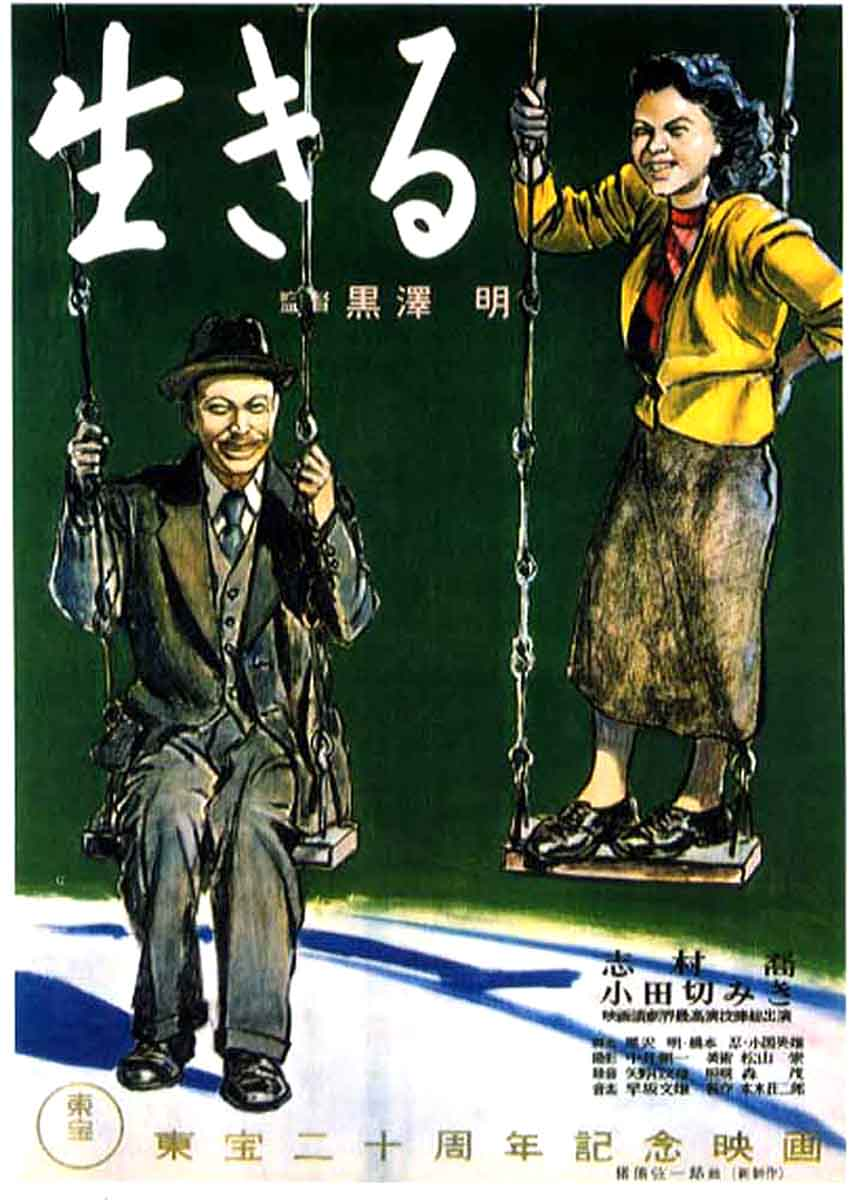
După Ikiru, un film sumbru despre Japonia contemporană, Kurosawa a vrut să realizeze un film mai distractiv.

În ciuda profunzimii sale, Cei șapte samurai este mai presus de toate un film-spectacol, Kurosawa dorind să abordeze genurile cinematografice de aventură și de acțiune, dar mai ales să realizeze un film istoric spectaculos, gen pe care îl considera una din marile atracții ale cinematografiei tradiționale. Acest film contrastează, de altfel, cu filmul său anterior, Ikiru, mai sumbru și mai serios. Akira Kurosawa a insistat asupra dorinței sale de a realiza un film mai distractiv și de a umple un gol cu acest film: „În cinematografia japoneză există puține filme distractive care pot fi într-adevăr consumate, adică să satisfacă publicul cel mai avid. Eu am vrut să satisfac această poftă”.
Scenele de acțiune sunt tratate cu un mare dinamism. Deși nu au loc lupte de mare anvergură, realismul lor le duce la nivelul „celor mai frumoase scene de acțiune din istoria cinematografiei mondiale”. Apropierea fără precedent a camerei de personajele samurai a contribuit, de asemenea, la transformarea acestui film într-o operă aparte a genului său. Kurosawa succede adesea gros-planuri și planuri largi sau invers, pentru a crea atât un efect vizual, cât și unul dramatic. Utilizarea ralantiului în secvențele cele mai violente oferă acestora un aspect mai dramatic. În secvența morții banditului răpitor, ralantiul are scopul de a susține un alt efect: montajul combină într-adevăr două momente temporale diferite ale aceleiași acțiuni pentru a sublinia mai bine atrocitatea sa.
Charles Tesson notează, de asemenea, că Kurosawa apreciază în mod special mersul pe jos și alergarea și că regizorul japonez este unul dintre puținii cineaști care pune accent pe mișcarea unui personaj până în punctul în care fuga personajelor din sat „se transformă în balet”. Aspectul vizual și dinamic al filmului poate fi explicat, potrivit lui Philippe Haudiquet, prin dorința de a „surprinde viața în mișcarea sa”. Profesorul Stephen Prince a afirmat că filmul impresionează prin „energia sa nemărginită, viteza derulării cadrelor, agresivitatea tranzițiilor create de montaj și utilizarea strălucită a perspectivelor obținute prin filmarea cu mai multe camere”. Potrivit lui Donald Richie, Kurosawa „a insistat ca filmul să fie compus în întregime din mișcare”.
Ca și în alte creații ale regizorului, ploaia are o dimensiune „estetică și simbolică”, dar este folosită doar în lupta finală pe care Hubert Niogret o descrie ca o „capodoperă de vigoare cinematografică” și căreia Philippe Haudiquet îi atribuie „un suflu incredibil de cruzime, violență și exces”. Ploaia, cu consecințele sale naturale, subliniază cu atât mai mult ambianța dramatică a scenei, redată, de asemenea, prin utilizarea unui montaj cu multe tăieturi și a unui ralanti care lungește momentul temporal,, prin utilizarea judicioasă a imaginilor panoramice care permit realizarea unei mișcări continue, dar și prin alegerea distanțelor focale lungi, care îi permit lui Kurosawa să-și amestece personajele în fundal și să ofere o altă dimensiune relației spectator-personaj. În sfârșit, filmul este, în cuvintele lui Philippe Haudiquet, „nobil și grav sub aparențe spectaculoase”. Donald Richie remarcă faptul că o parte a stilului filmului Cei șapte samurai „sfidează analiza, căci nu există cuvinte care să descrie efectul” și că frumusețea anumitor aspecte ale filmului „trebuie să rămână neexplicată”.

### Surse de inspirație posibile

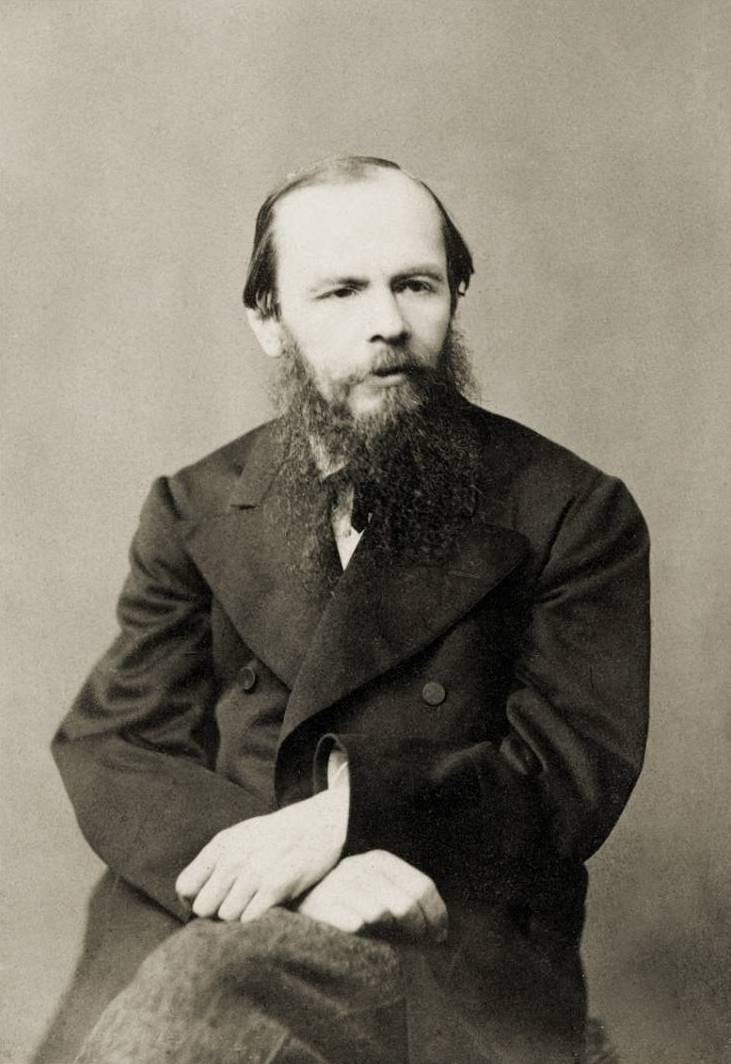
Feodor Dostoievski, scriitorul preferat al lui Kurosawa și sursa majoră de influență a operei sale.

## Aprecieri critice

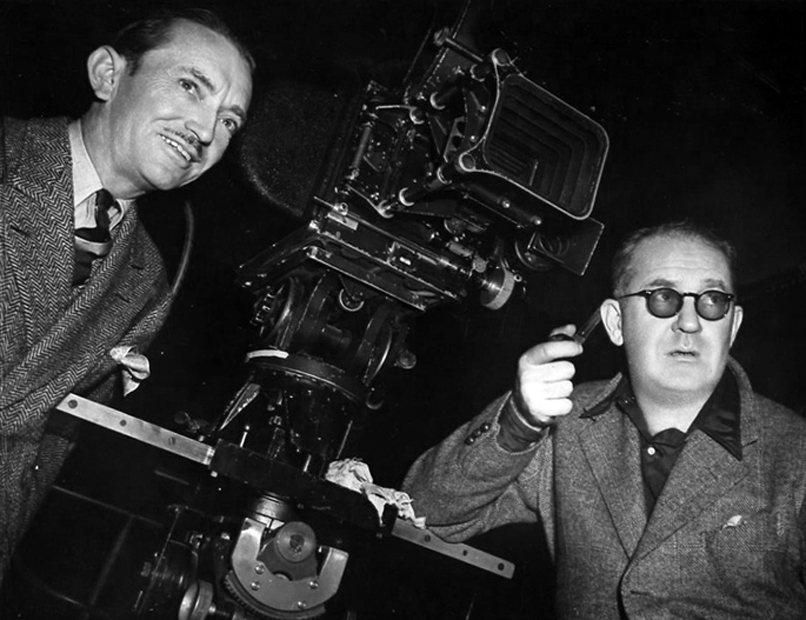
Regizorul american John Ford (în dreapta), unul dintre cei care au influențat stilul regizoral al lui Kurosawa

### Cei șapte magnifici

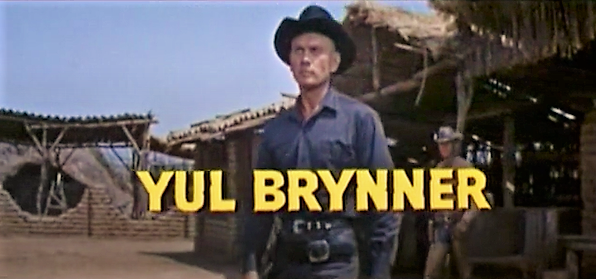
Yul Brynner în Cei șapte magnifici